# Andreas Schjelderup
Andreas Rædergård Schjelderup (Bodø, 1 de junho de 2004) é um futebolista norueguês que atua como ponta-esquerda. Atualmente, joga no Benfica.

## Carreira
Nasceu em Bodø, Noruega, Schjelderup começou sua carreira na categoria juvenil em Bodø/Glimt. Schjelderup era cobiçado por muitos grandes clubes em toda a Europa, incluindo o interesse relatado de clubes das principais ligas da Itália, Espanha e Países Baixos.

### Nordsjælland
Em julho de 2020, Schjelderup optou por se mudar para a Dinamarca para assinar com o Nordsjælland, clube da Superliga Dinamarquesa. Ele foi promovido ao primeiro time do Nordsjælland após as férias de inverno durante a temporada 2020–21. Ele fez sua estreia como titular, na derrota por 2 a 0 para o Odense Boldklub em 7 de fevereiro de 2021. Com 16 anos e 248 dias, ele se tornou o 13.º jogador mais jovem da história da Superliga. Ele marcou seu primeiro gol pelo clube na vitória por 3 a 0 sobre o rival local Lyngby em 12 de março. Ao fazer isso, ele se tornou o artilheiro mais jovem do clube na história da Superliga, superando o recorde do companheiro de equipe Tochi Chukwuani estabelecido na temporada anterior, e o quarto mais jovem no geral na história da liga. Em 21 de março, o último dia da temporada regular da Superliga Dinamarquesa de 2020–21, Schjelderup marcou os dois gols na derrota do Nordsjælland por 2 a 1 contra o SønderjyskE, ultrapassando o clube acima do SønderjyskE e chegando ao sexto lugar, garantindo a vaga final nos playoffs.

### Benfica
Em 12 de janeiro de 2023, Schjelderup assinou um contrato de cinco anos com o Benfica, da Primeira Liga A taxa relatada pela mídia portuguesa foi de cerca de € 14 milhões. A mídia norueguesa informou, no entanto, que a taxa foi de 105 milhões de coroas (aproximadamente € 10 milhões), e Nordsjælland também garantiu 20% de uma potencial venda futura.

## Estatísticas
Atualizado até 8 de fevereiro de 2023.

### Clubes
| Equipe            | Temporada         | Campeonato nacional | Campeonato nacional | Copa nacional | Copa nacional | Competições continentais | Competições continentais | Total | Total |
| Equipe            | Temporada         | Jogos               | Gols                | Jogos         | Gols          | Jogos                    | Gols                     | Jogos | Gols  |
| ----------------- | ----------------- | ------------------- | ------------------- | ------------- | ------------- | ------------------------ | ------------------------ | ----- | ----- |
| Nordsjælland      | 2020–21           | 16                  | 3                   | —             | —             | —                        | —                        | 16    | 3     |
| Nordsjælland      | 2021–22           | 22                  | 4                   | 1             | 0             | —                        | —                        | 23    | 4     |
| Nordsjælland      | 2022–23           | 17                  | 10                  | —             | —             | —                        | —                        | 17    | 10    |
| Nordsjælland      | Total             | 55                  | 17                  | 1             | 0             | —                        | —                        | 56    | 17    |
| Benfica           | 2022–23           | 0                   | 0                   | 0             | 0             | 0                        | 0                        | 0     | 0     |
| Benfica           | Total             | 0                   | 0                   | 0             | 0             | 0                        | 0                        | 0     | 0     |
| Benfica B         | 2022–23           | 1                   | 0                   | 0             | 0             | 0                        | 0                        | 1     | 0     |
| Benfica B         | Total             | 1                   | 0                   | 0             | 0             | 0                        | 0                        | 1     | 0     |
| Total na carreira | Total na carreira | 56                  | 17                  | 1             | 0             | 0                        | 0                        | 57    | 17    |

## Títulos
Benfica
- Primeira Liga: 2022–23
- Supertaça Cândido de Oliveira: 2023 e 2025[10]
- Taça da Liga: 2024–25

### Prêmios individuais
- 60 jovens promessas do futebol mundial de 2021 (The Guardian)[11]